# 겹치는 그림자
「겹치는 그림자」 (かさなる影)는 Hearts Grow의 4번째 싱글이다.

## 개요
미니 앨범 "서머 찬푸루"의 릴리스로부터 5개월만이며, 2008년 제 1탄 싱글이다. 초회판 특전으로 "은혼" 도안 와이드 캡 스티커 및 "은혼" 신작 투명 스티커가 부속되어 있다.
오리콘 주간 싱글 차트에서는, 과거 최고인 16위를 기록했다.

## 수록곡
1. 겹치는 그림자 (작사/작곡: Hearts Grow 편곡: Fabric)
TX 계열 TV 애니메이션 "은혼" 오프닝 테마
2. 하늘색 (작사/작곡: Hearts Grow 편곡: 에구치 료)
3. 옐 (작사/작곡: Hearts Grow 편곡: 에구치 료)
4. 겹치는 그림자 (Instrumental)

## 수록 앨범
타이틀곡 "겹치는 그림자"가 "은혼" 주제가집 "은혼BEST"에 수록되어 있다.